# 강범진
강범진(康范鎭, 1907년 6월 26일 ~ 1981년 3월 18일)은 대한민국의 독립운동가이다. 본관은 곡산(谷山), 호(號)는 신향(信嚮).

## 생애

### 일생
충청남도 공주에서 출생하였으며 지난날 한때 황해도 신천을 거쳐 황해도 곡산에서 잠시 유아기를 보낸 적이 있으며 이후 전라북도 전주에서 성장하였고 1927년 만주로 망명하여 독립군에 가담, 대한독립군 하사 임관하였으며 이후 거듭 진급을 하면서 1931년 대한독립군 준위가 되었고 1년 후 1932년 대한독립군 소위 진급을 하여 중국 항일구국군 총사령부 특무소위(特務少尉)로 활약하였다. 1933년 3월 헤이룽장 성(黑龍江省) 퉁허(通河)에서 중국군과 합작하여 공작 중, 중화민국 현지인 신분의 항일구국군 장교였던 마잔산(馬占山)이 만군(滿軍)에 투항함으로 인하여 체포되었다. 이에 신의주(新義州)로 압송되어 1933년 3월 20일 신의주 지방법원에서 징역 2년 6월형을 받고 신의주형무소에서 복역하였다.
1935년 만기출감 이후 중화민국 장쑤 성 상하이에 건너가 대한 임정 예하 한국독립당에 투신하였고 1945년 광복 시에도 한국독립당 초급행정위원이었으며 광복한지 1년 후 1946년 대한민국 귀국 후 1948년 한국독립당 행정자치대표위원을 1967년까지 지냈고 1967년 한국독립당 탈당하였다.

### 정당 당원 이력
- 前 한국독립당 초급행정위원(1935년 ~ 1948년)
- 前 한국독립당 행정자치대표위원(1948년 ~ 1967년)

## 국가 수훈
대한민국 정부에서는 그의 공훈을 기리고자 1977년 대한민국 대통령 표창장을 수여하였고, 1990년 대한민국 건국훈장 애족장을 추서하였다.